# Edward Trusewicz
Edward Trusewicz (ur. 10 maja 1979 w Starych Trokach) – litewski działacz kulturalny, społeczny i polityczny, wiceprzewodniczący Związku Polaków na Litwie, od 2013 do 2014 wiceminister kultury. Przewodniczący Europejskiej Unii Wspólnot Polonijnych. 

## Życiorys
Po ukończeniu Szkoły Sztuk Pięknych w Trokach rozpoczął naukę w Konserwatorium Wileńskim, gdzie w 2000 uzyskał specjalność dyrygenta chóru. Odbył również studia z zakresu dyrygentury chóralnej w Polsce. W 1994 został organistą kościoła w Starych Trokach. Od 1996 pracował jako nauczyciel w starotrockiej Szkole Podstawowej oraz kierownik artystyczny zespołu folklorystycznego "Stare Troki". Prowadził również chór kameralny "Muza" w Landwarowie oraz chóry kościelne. Pełnił funkcję konsultanta w zespole artystycznym "Zgoda". Pracował jako reżyser i kierownik artystyczny na krajowych i międzynarodowych festiwalach kultury polskiej. Związany jest z Polskim Chórem Pokoju jako członek rady artystycznej oraz koordynator chóru na Litwie.
Z ramienia AWPL w 2003 został wybrany do rady rejonu trockiego. Cztery lata później uzyskał reelekcję. W latach 2011–2015 był radnym Wilna. W wyborach z 2015 bez powodzenia ubiegał się o reelekcję do tego gremium. 2 stycznia 2013 objął funkcję wiceministra kultury z rekomendacji AWPL. Urząd sprawował do czasu wyjścia AWPL z koalicji rządowej w sierpniu 2014 roku. Kandydował w wyborach do Parlamentu Europejskiego w 2004 oraz w wyborach do Sejmu Republiki Litewskiej w 2008, 2012 i 2016. 
Uczestniczy w działalności polskich organizacji społecznych na Litwie. Jest członkiem Związku Polaków na Litwie, zasiadał we władzach lokalnych ZPL w Starych Trokach, rejonie trockim oraz w zarządzie krajowym. Od 2001 do 2015 pełnił funkcję sekretarza ZPL, później został wybrany na jego wiceprzewodniczącego. Zasiadał w zarządzie Niezależnej Organizacji Europejskiej Młodzieży Polonijnej. Był m.in. sekretarzem generalnym Europejskiej Unii Wspólnot Polonijnych (EUWP). W 2022 na XI zjeździe w Pułtusku został wybrany prezydentem EUWP.
Po odejściu z Ministerstwa Kultury założył Fundację "Kultura Wilna", której został prezesem. W 2017 roku z inicjatywy Fundacji doszło do premiery Oratorium Ponarskiego, a także wieczoru adwentowego Gaudete w wileńskim ratuszu.
W wyborach lokalnych w 2023 ponownie uzyskał mandat radnego Wilna z ramienia AWPL-ZChR.